# Новара (футбольний клуб)
«Новара» (італ. Novara Calcio) — італійський футбольний клуб з однойменного міста, розтошовоного в регіоні П'ємонт. За результатами сезону 2010/11 Серії В вперше з 1956 року потрапила у елітний дивізіон.

## Історія

### Ранній період
«Football Association Studenti Novara» була заснована студентами ліцею імені Карло Альберто 22 грудня 1908 за підтримки представників спортивного товариства Волунтас. Через три роки затія вийшла на принципово новий рівень — було вирішено об'єднати під одним крилом найкращих гравців з чотирьох команд, які були на той момент в місті, і створити «Foot Ball Club Novara», який і дебютував у національній першості. Ще одне злиття відбулося в 1920 році — цього разу до «Новари» приєднався «Unione Sportiva Novarese», в результаті чого була створена команда «Foot Ball Association Novara», чиї футболісти одяглися в блакитні кольори — на згадку про Волунтас, який зіграв чималу роль у становленні клубу.
Після першої світової війни «Новара» почала демонструвати досить непогані результати — дійшла до півфіналу міжрегіонального турніру Північної Італії, а в 1921 році взагалі поділила перший рядок місцевого чемпіонату з «Торіно». Футбол в П'ємонті в ті роки був на підйомі, і в пресі почали говорити про, так званий «п'ємонтський чотирикутник» (італ. quadrilatero piemontese) — «Новара», «Про Верчеллі» (чемпіон Італії сезонів і 1920/21 1921/22), «Алессандрія» і «Казале». Наступний успіх прийшов у 1929 році — Новара домоглася права виступати в Серії В і провела там шість сезонів поспіль, змінивши назву на італійський лад — «Associazione Calcio Novara».
За підсумками сезону 1935/36 «Новара» опинилася в еліті на наступний сезон, відразу вилетіла, але через рік знову героїчно повернулася, обігравши у плей-офф «Торіно». У Серії А «Новара» цього разу протрималися до 1941 року, а в 1939 році навіть дісталася до фіналу Кубка Італії, в якому поступилися міланському «Амброзіане» з рахунком 1:2.

### Повоєнна історія
Вдалий період в історії північної команди тривав і після другої світової війни — з 1948 по 1954 рік «Новара» знову виступала в еліті і в сезоні 1951/52 домоглася свого найкращого результату за весь період існування, ставши восьмою. Героєм того першості став великий Сільвіо Піола, який у свої 38 років відзначився 18-ма забитими голами.
1960-ті роки ознаменувалися занепадом клубу, який перебував між Серіями В і С, а в кінці 1970-х Новара за два роки опустилася на два дивізіони і опинилася спочатку в Серії С1, а потім і в Серії С2. Там п'ємонті провели дев'ять років поспіль, а в 1990 році дивом врятувалися від вильоту в Міжрегіональний чемпіонат — зайнявши 16 місце, яке мало понизити їх у класі, клуб залишився, так як збанкрутували сусіди з «Про Верчеллі», попри те, що зайняли високе 3 місце. Протягом десяти наступних сезонів «Новара» постійно була близька до вильоту, який, швидше за все, означав би для клубу банкрутство, але все ж втримувалась в четвертому за рангом дивізіоні Італії. Лише у сезоні 2002/03 клубу вдалося зайняти друге місце і піднятись до Серії С1.

### Новітній період
Найважливішим моментом в історії «Новари» стало придбання клубу родиною Де Сальво, члени якої володіли мережею поліклінік по всій півночі Італії і вирішили вкласти гроші у футбол. «Новара» тоді була твердим середняком Серії С1 і Де Сальво з ходу взялися за справу. Недалеко від центру міста був побудований новий тренувальний комплекс з новітніми технологіями, а посаду спортивного директора клубу зайняв Паскуале Сенсібіле — колишній глава відділу скаутів «Палермо». У 2009 році посаду тренера зайняв Аттіліо Тессер.
Сезон 2009/10 для тіфозі «Новари» став справжньою казкою — команда з першого туру очолила турнірну таблицю і протрималася на першому місці до завершення чемпіонату, завоювавши путівку в Серію В, крім того добре зігравши у Кубку Італії — «Новара» вибила з боротьби не тільки «Пешину» і «Модену», але і двох представників еліти — «Парму» і «Сієну». У 1/8 фіналу на Сан-Сіро команда грала з «Міланом» і, незважаючи на підтримку своїх уболівальників, яких на трибунах було в чотири рази більше, ніж россо-нері, поступилася 1:2. Господарів вивів вперед Філіппо Індзагі, на початку другого тайму Пабло Андрес Гонсалес зрівняв рахунок, але за десять хвилин до фінального свистка Матьє Фламіні дальнім ударом встановив остаточний рахунок, вибивши «Новари» з боротьби за титул.
В наступному році впродовж майже всього першого кола чемпіонату 2009/10 сенсаційний новачок Серії В лідирував в таблиці. Лише після Нового року команда серйозно здала, що вилилося в шестиматчеву і семиматчеву безвиграшні серії, через що випередити «Новару» за підсумками сезону вдалося «Аталанті» і «Сієні», які напряму кваліфікувалися у Серію А на наступний сезон. П'ємонтцям же довелося виборювати путівку в еліту через матчі плей-офф. Спочатку у півфіналі, завдяки голу Марко Рігоні в компенсований час матчу-відповіді з «Реджиною», клуб зумів звести обидва матчі у нічию (0-0 та 2-2), завдяки чому пройшов далі, так як у турнірній таблиці займав більш високе 3 місце. У вирішальній дуелі з «Падовою», «Новара» за сумою двох поєдинків перемогла з комфортним рахунком 2:0 і 12 червня 2011 року, вперше з сезону 1955/56 повернулася до еліти.

## Склад
На 16 червня 2011 року

| №  | Поз. | Нац.      | Гравець           |
| -- | ---- | --------- | ----------------- |
| 1  | ВР   | Албанія   | Самір Уйкані      |
| 2  | ЗХ   | Італія    | Мавілло Геллер    |
| 3  | ЗХ   | Німеччина | Джузеппе Джеміті  |
| 4  | ЗХ   | Італія    | Андреа Лізуццо    |
| 5  | ЗХ   | Італія    | Карлальберто Луді |
| 6  | ПЗ   | Італія    | Давіде Драшек     |
| 7  | ПЗ   | Швейцарія | Ріят Шала         |
| 8  | НП   | Італія    | Сімоне Мотта      |
| 9  | НП   | Італія    | Раффаеле Рубіно   |
| 10 | ПЗ   | Італія    | Марко Рігоні      |
| 11 | НП   | Італія    | Крістіан Бертані  |
| 12 | ВР   | Італія    | Етторе Стені      |
| 14 | ЗХ   | Швейцарія | Мішель Морганелла |

| №  | Поз. | Нац.      | Гравець                |
| -- | ---- | --------- | ---------------------- |
| 17 | ПЗ   | Італія    | Філіппо Поркарі        |
| 18 | ПЗ   | Італія    | Франческо Мар'яніні    |
| 19 | НП   | Аргентина | Пабло Андрес Гонсалес  |
| 20 | ПЗ   | Італія    | Алекс Пінарді          |
| 23 | ПЗ   | Італія    | Мануэль Скавоне        |
| 26 | ПЗ   | Бразилія  | Юліано Віцентіні       |
| 27 | ПЗ   | Італія    | Андреа Парола          |
| 29 | ВР   | Італія    | Кевін Струкельдж       |
| 30 | ЗХ   | Італія    | Маттео Чентуріоні      |
| 31 | ВР   | Італія    | Альберто Марія Фонтана |
| 32 | ЗХ   | Франція   | Жан-Крістоф Кубронне   |
| 33 | НП   | Франція   | Лоран Лантері          |
| 34 | ЗХ   | Франція   | Гійом Гільотті         |

## Відомі гравці
- Сімоне Індзагі
- Аттіліо Демарія
- Сільвіо Піола
- Луїджі Дельнері

## Досягнення
- Чемпіон Серії B: 1927, 1938, 1948
- Чемпіон Серії С: 1965, 1970
- Чемпіон Серії С2: 1996
- Володар суперкубка Lega Pro Prima Divisione
- Фіналіст кубка Італії: 1939